# Сент-Эстеф (Дордонь)
Сент-Эсте́ф (фр. Saint-Estèphe) — коммуна во Франции, находится в регионе Аквитания. Департамент — Дордонь. Входит в состав кантона Ле-Перигор-вер-нонтронне. Округ коммуны — Нонтрон.
Код INSEE коммуны — 24398.

## География

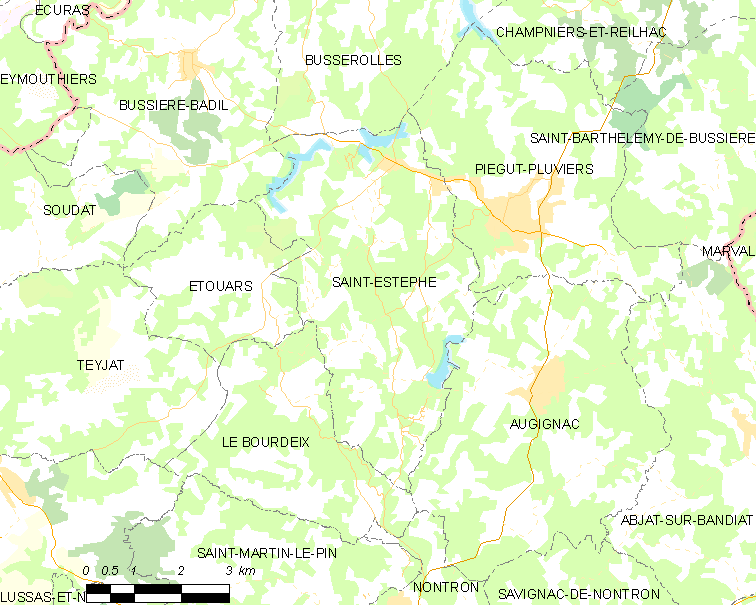
Карта коммуны

Коммуна расположена приблизительно в 390 км к югу от Парижа, в 130 км северо-восточнее Бордо, в 50 км к северу от Перигё.
На юге коммуны протекает река Ду.

### Климат
Климат умеренный океанический со средним уровнем осадков, которые выпадают преимущественно зимой. Лето здесь долгое и тёплое, однако также довольно влажное, здесь не бывает регулярных периодов летней засухи. Средняя температура января — 5 °C, июля — 18 °C. Изредка вследствие стечения неблагоприятных погодных условий может наблюдаться непродолжительная засуха или случаются поздние заморозки. Климат меняется очень часто, как в течение сезона, так и год от года.

## Население
Население коммуны на 2010 год составляло 590 человек.
| 1962 | 1968 | 1975 | 1982 | 1990 | 1999 | 2010 |
| ---- | ---- | ---- | ---- | ---- | ---- | ---- |
| 745  | 643  | 621  | 612  | 604  | 618  | 590  |

## Администрация
| Период | Период | Фамилия          | Партия                              | Примечания                                                            |
| ------ | ------ | ---------------- | ----------------------------------- | --------------------------------------------------------------------- |
| 1942   | 1959   | Франсуа Шессон   |                                     |                                                                       |
| 1959   | 1965   | Марсьяль Фоконне |                                     |                                                                       |
| 1965   | 2001   | Рене Дютен       | Французская коммунистическая партия | генеральный советник кантона Нонтрон (1979—2011); депутат (1997—2002) |
| 2001   | 2002   | Мишель Маппа     |                                     |                                                                       |
| 2002   | 2014   | Марк Вессьер     | Социалистическая партия             | преподаватель, пенсионер                                              |
| 2014   | 2020   | Эрик Форженёф    |                                     |                                                                       |

## Экономика
В 2010 году среди 365 человек трудоспособного возраста (15-64 лет) 221 были экономически активными, 144 — неактивными (показатель активности — 60,5 %, в 1999 году было 66,2 %). Из 221 активных жителей работали 203 человека (107 мужчин и 96 женщин), безработных было 18 (12 мужчин и 6 женщин). Среди 144 неактивных 23 человека были учениками или студентами, 85 — пенсионерами, 36 были неактивными по другим причинам.

## Достопримечательности
- Романская церковь Св. Стефана (реконструирована в XV и XVII веках)
- Руины монастыря Баде (XII век). Исторический памятник с 1938 года[5]
- Замок Пюишарно (XIX век)

## Фотогалерея

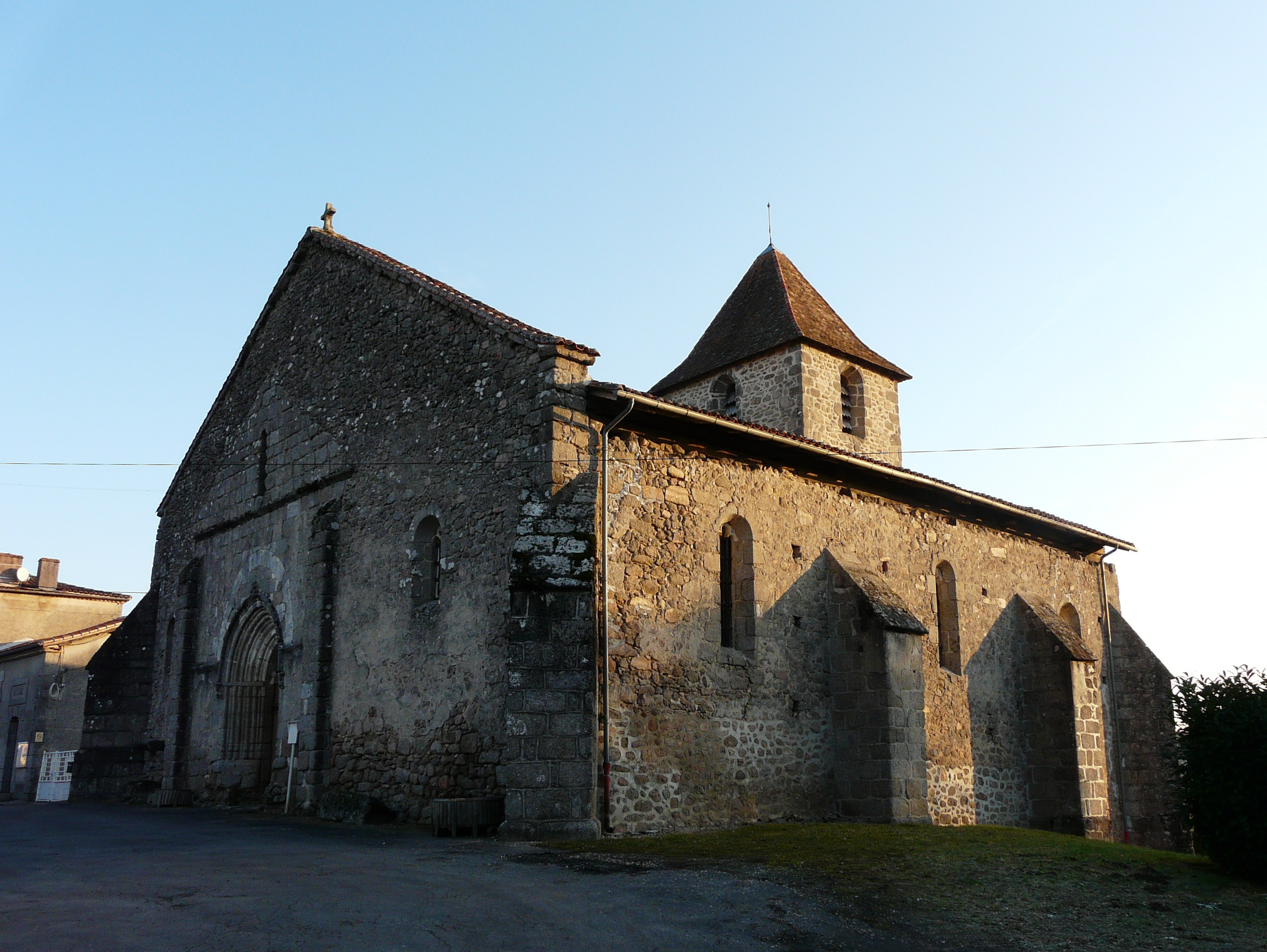
Церковь Св. Стефана
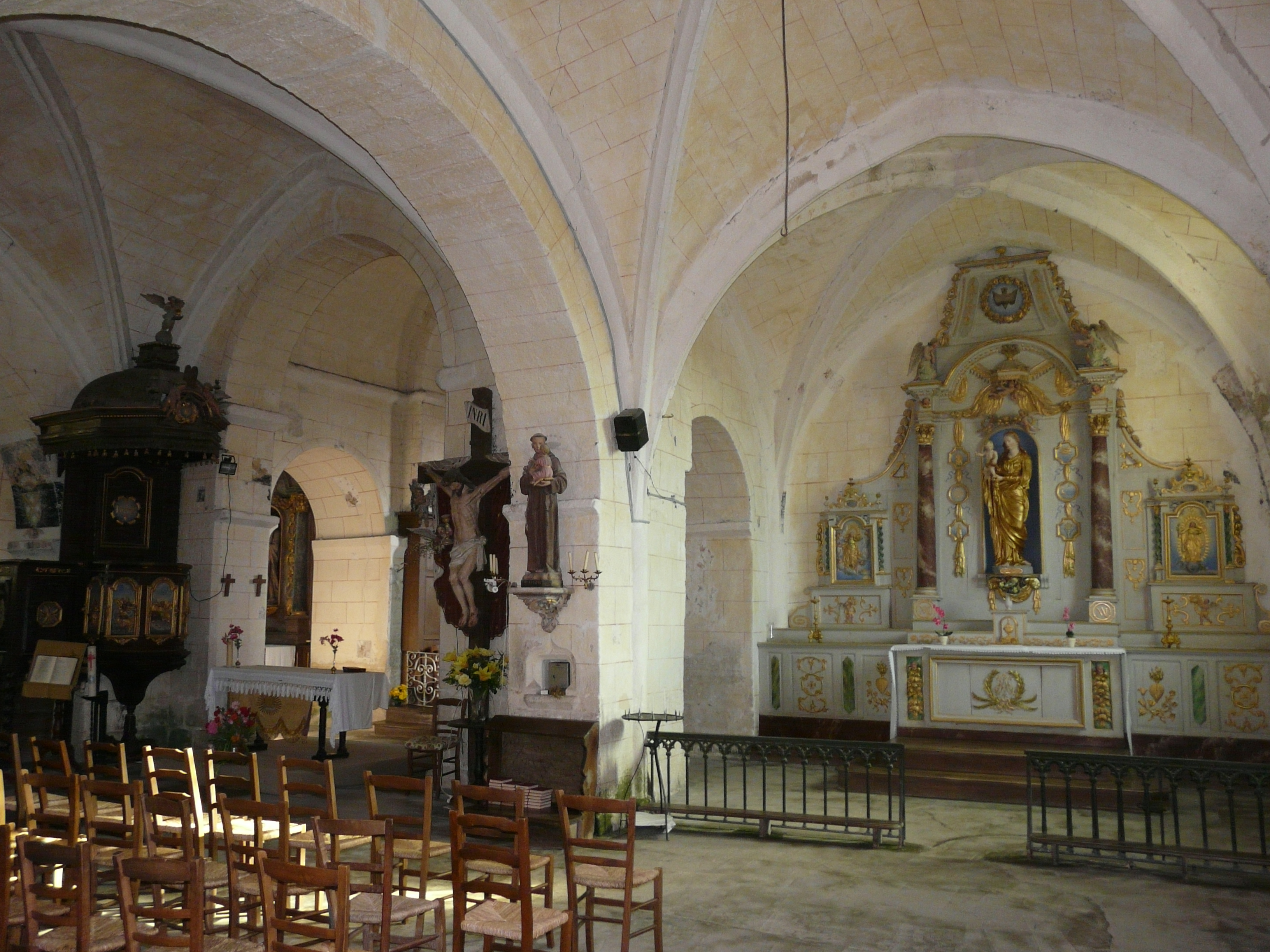
Интерьер церкви Св. Стефана
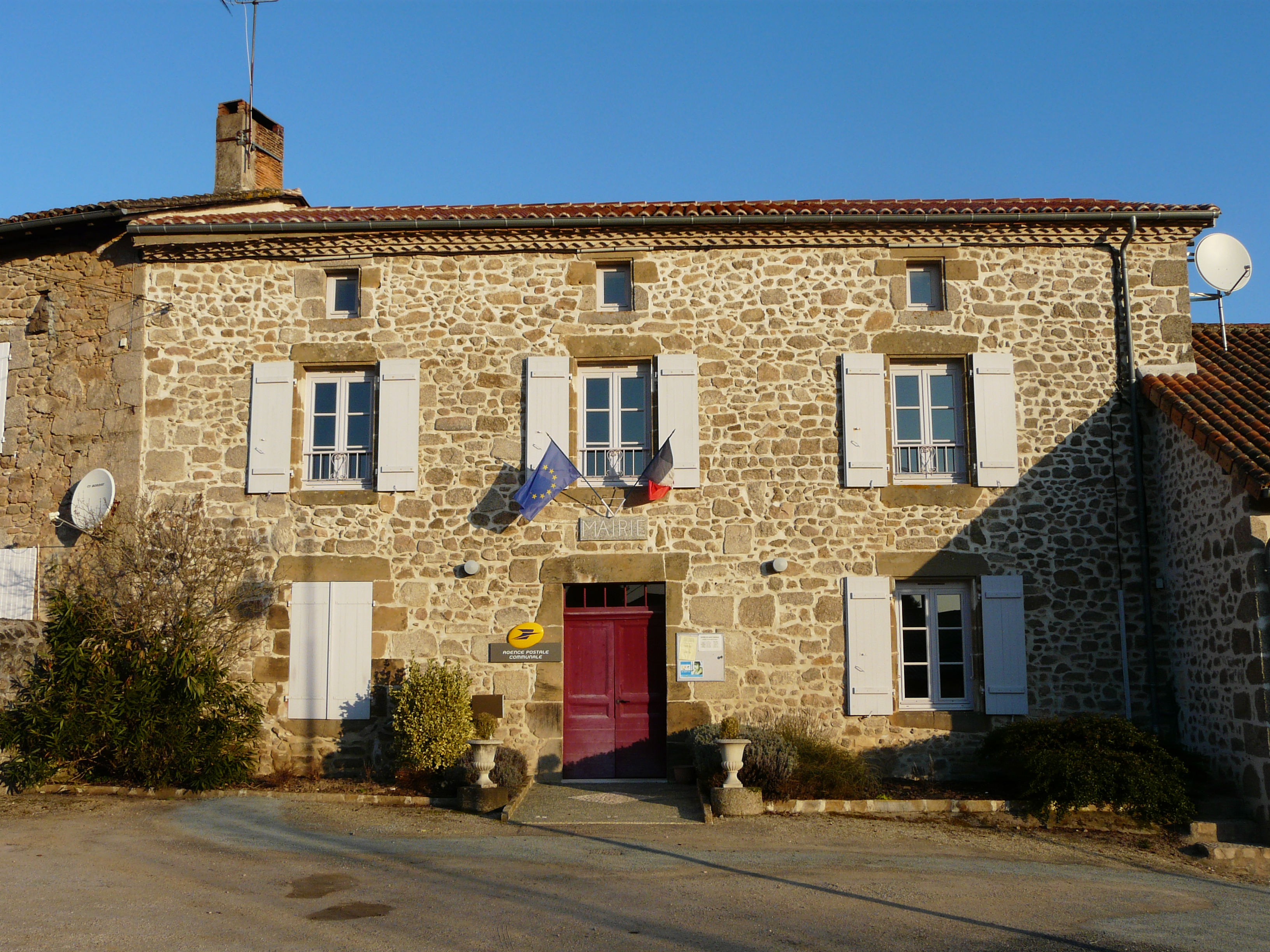
Мэрия
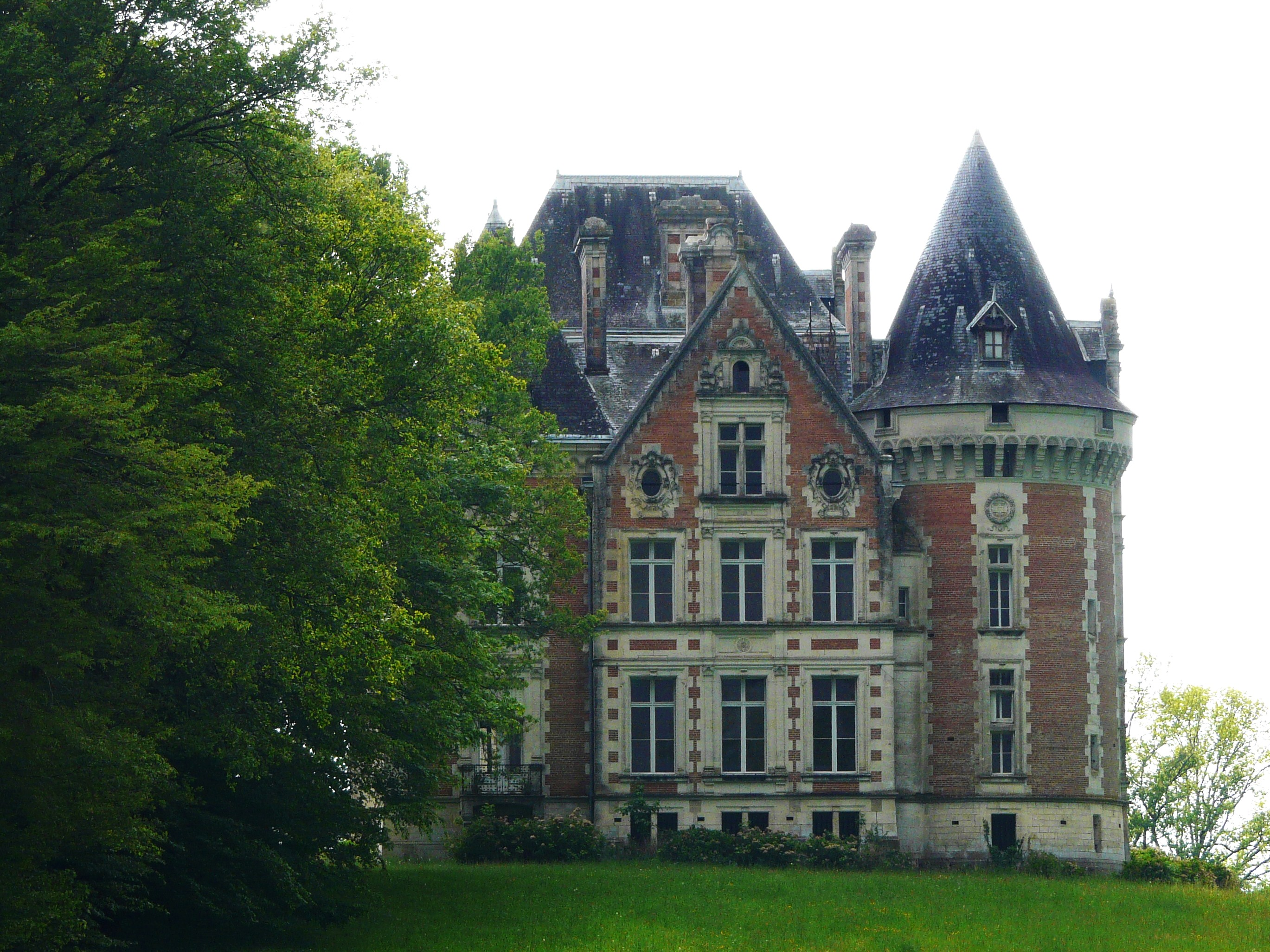
Замок Пюишарно
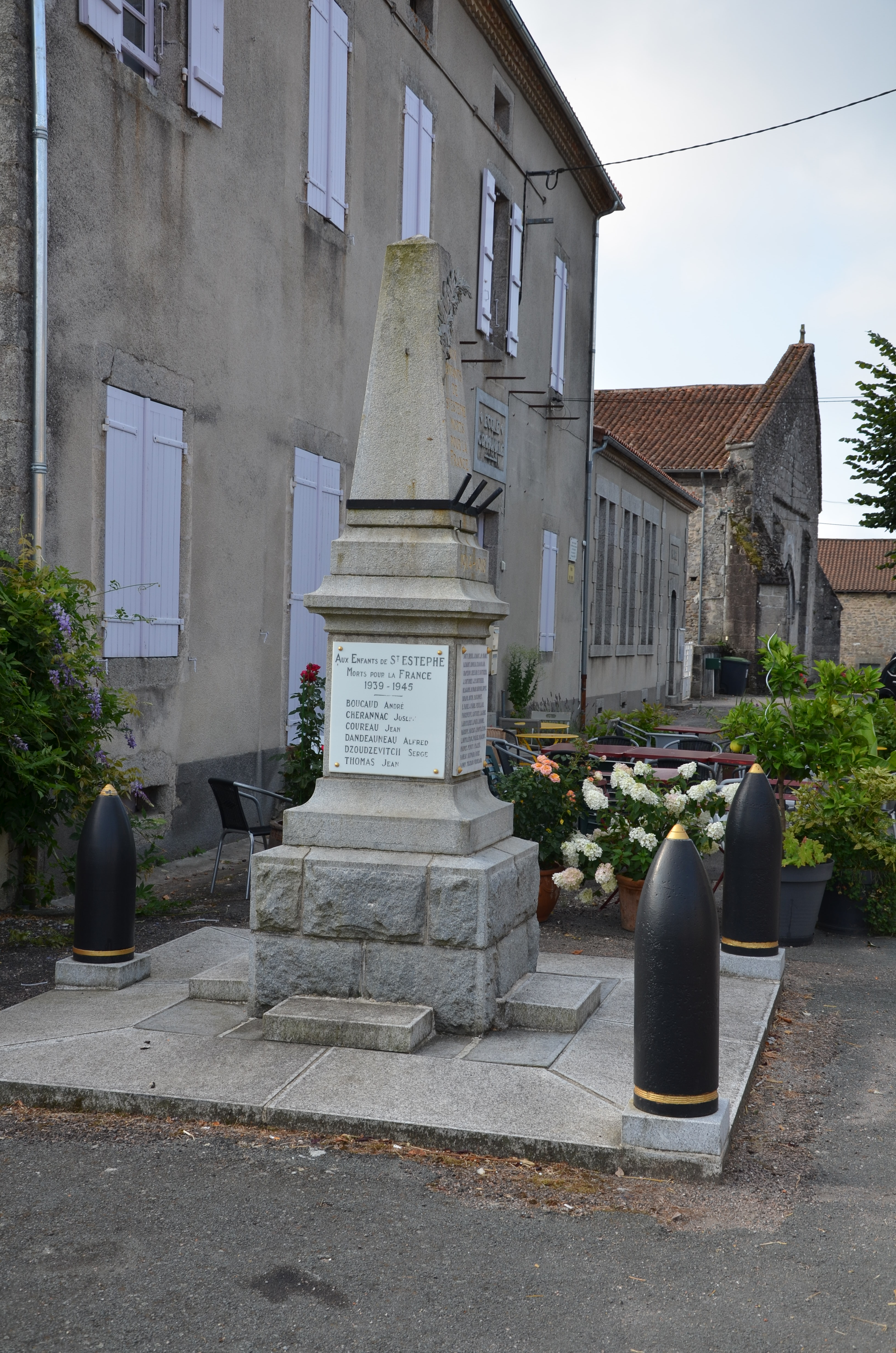
Военный мемориал
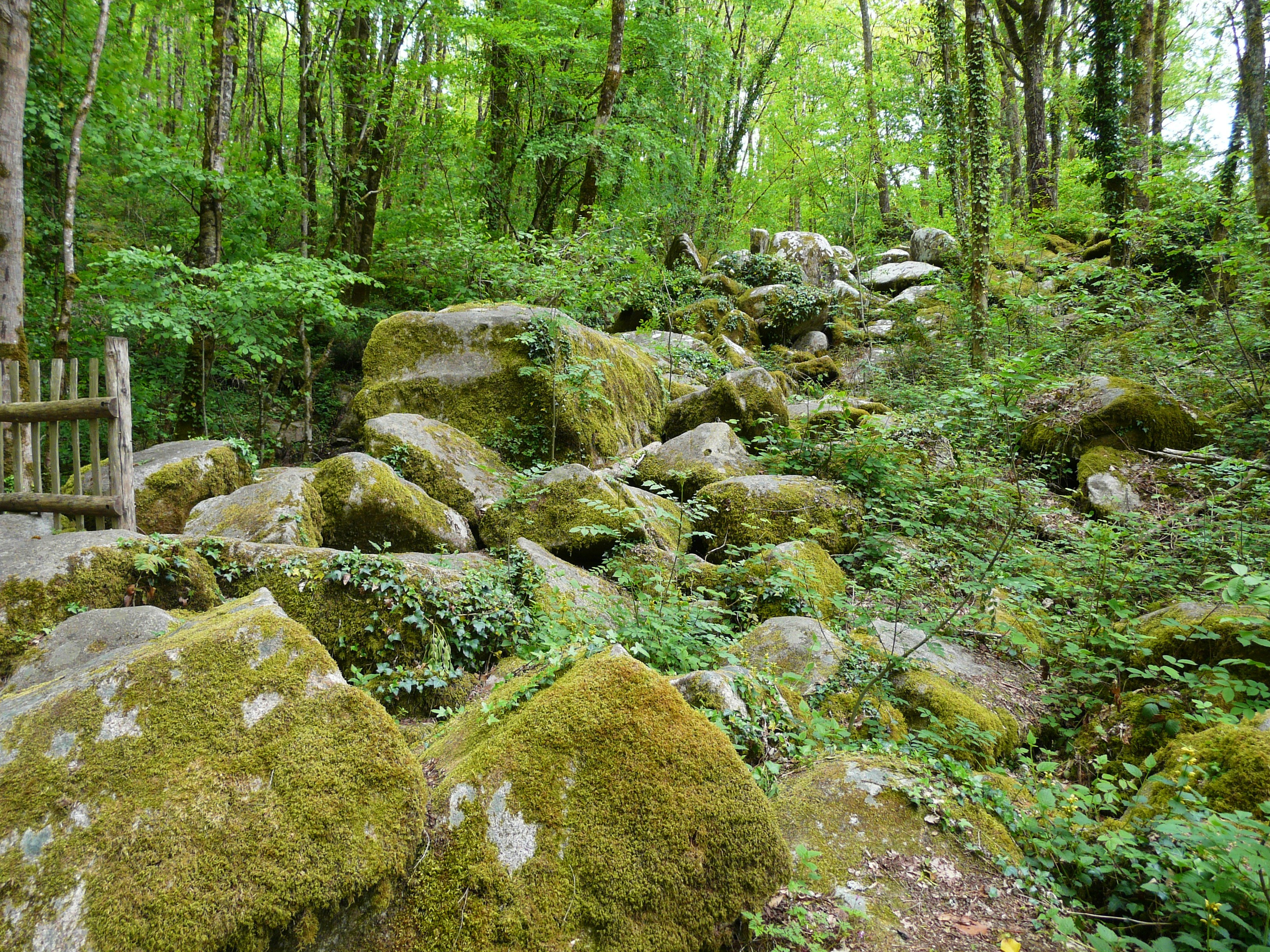
«Чётки дьявола»: камни, под которыми течёт река Ду
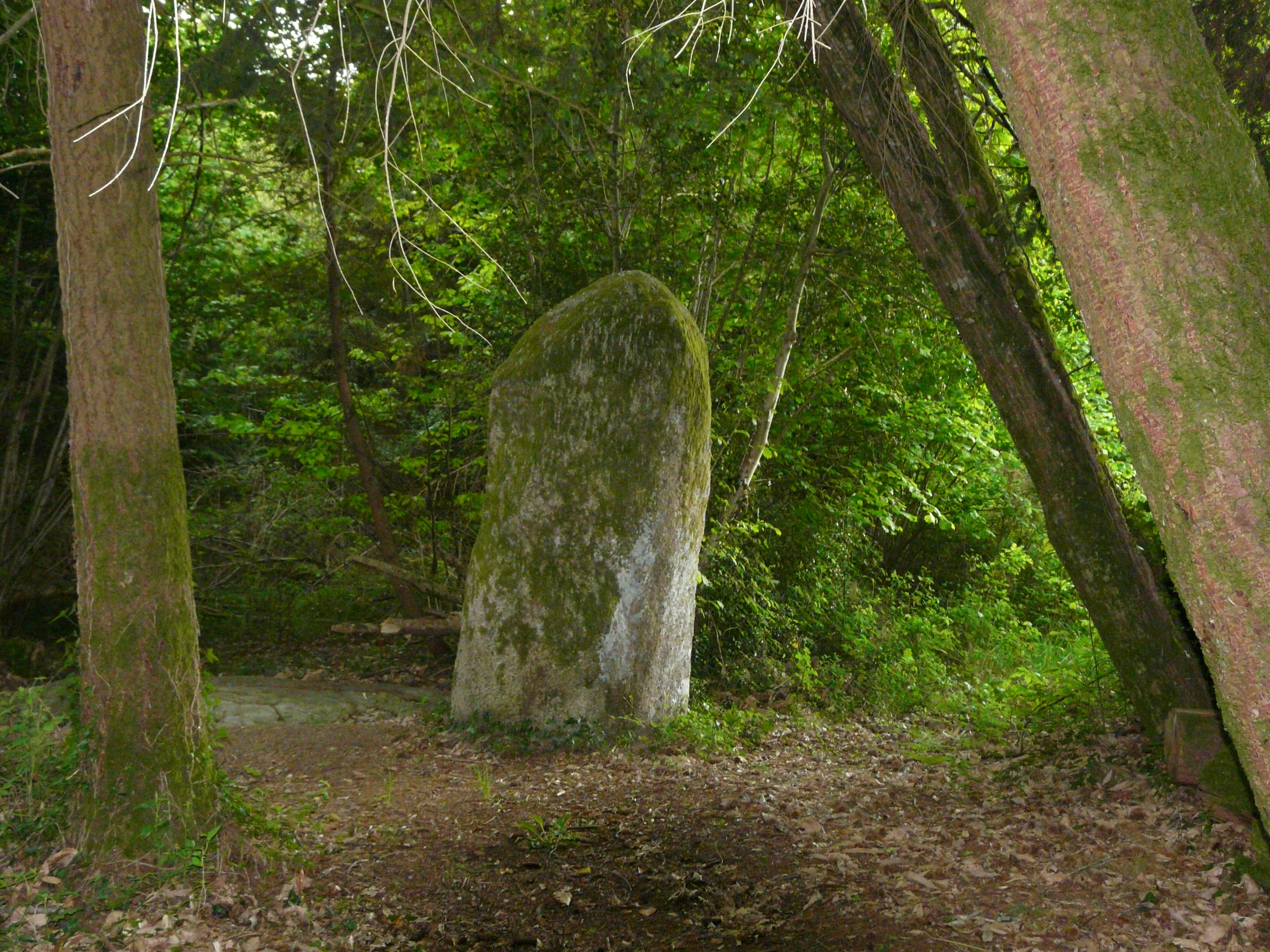
Менгир Фиксар
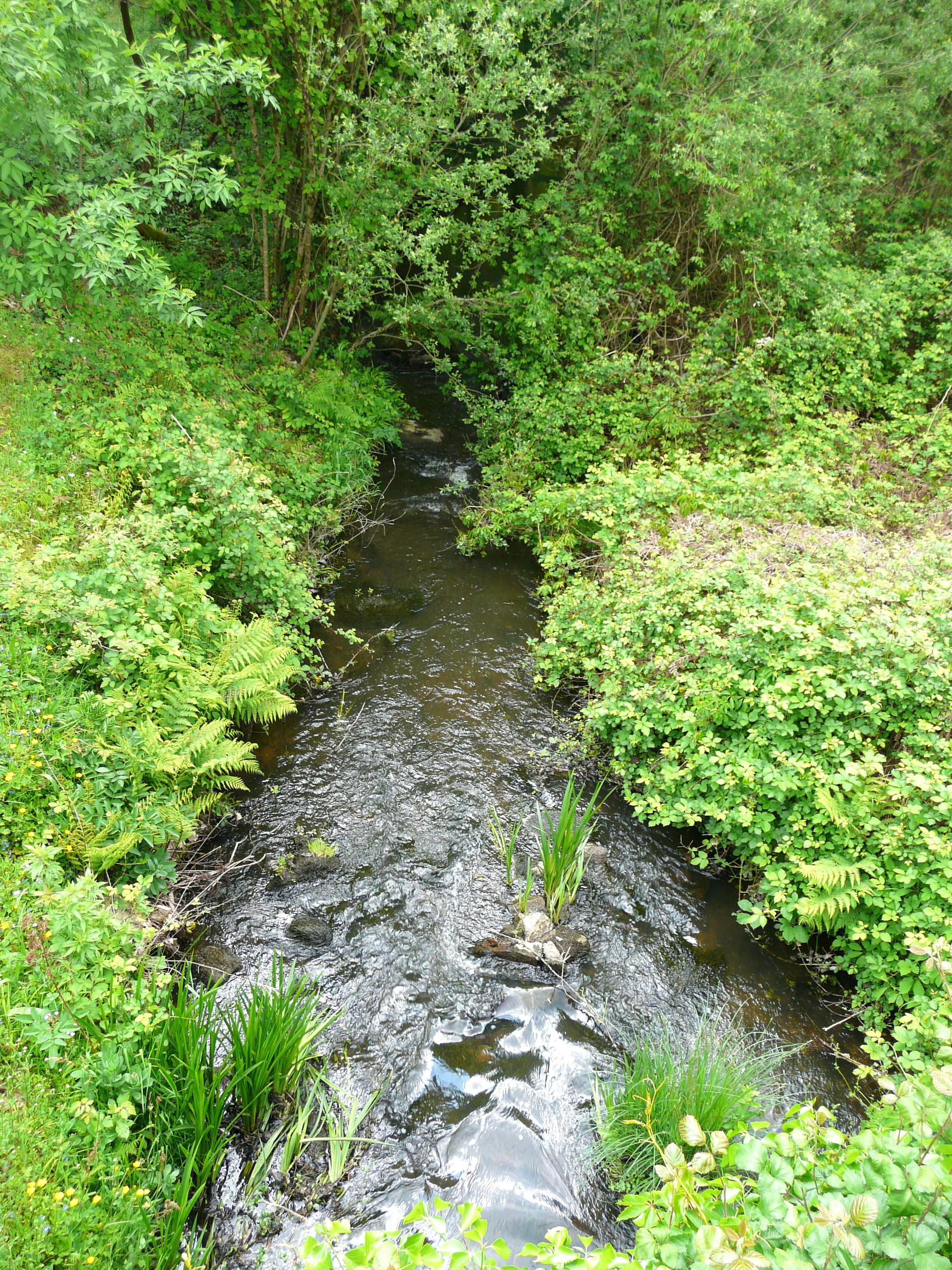
Река Ду
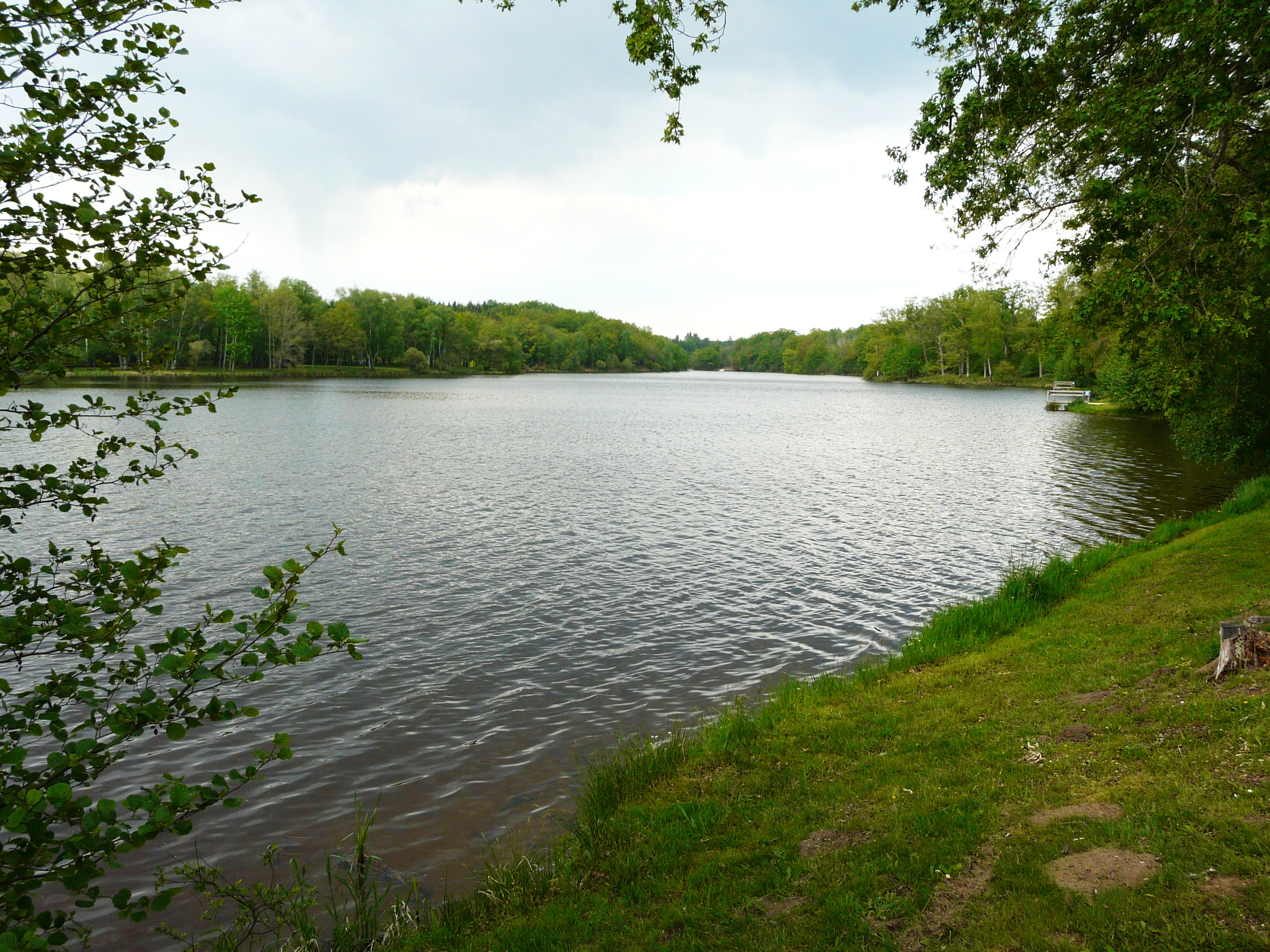
Озеро